# Rock Falls (Illinois)
Rock Falls – miasto w Stanach Zjednoczonych, w stanie Illinois, w hrabstwie Whiteside.